# Pipraeidea
Pipraeidea är ett fågelsläkte i familjen tangaror inom ordningen tättingar. Släktet omfattar vanligen en enda art, ockrabukig tangara (P. melanonota). En period placerades även blågul tangara (Rauenia bonairensis) i släktet och vissa som BirdLife International gör det fortfarande. DNA-studier visar visserligen att bonariensis och melanonota är varandras närmaste släktingar, men de genetiska och morfologiska skillnaderna dock bedömts vara så stora att den numera vanligen lyfts ut till ett eget släkte.